# スタジオパストラル
有限会社スタジオパストラル（英: Studio Pastoral Co., Ltd.）は、日本のアニメ制作会社。多くの作品の場合、「スタジオパストラル」「パストラル」「stパストラル」の名義でクレジットされる。法人ペンネームとして田園 太郎、田園 幸望を使用することがある。

## 歴史
スタジオOXやアクタスで制作を務めた菅野雄二が2004年10月に設立した会社である。『月詠 -MOON PHASE-』をシャフトよりグロス請けして以降、同社作品に多く参加するようになった。
2006年、『009-1』を石森エンタテインメントより総グロス受注し、事実上の元請け進出となる。
しかしシャフトと共同制作し、当社が制作管理を担っていた『劇場版 魔法先生ネギま! ANIME FINAL』がスケジュールに破綻を来たし、一部未完成のまま公開される事態となった。これにより、2011年末にシャフトとの関係は途絶えている。
2020年以降はJ.C.STAFFから演出・作画のみのグロス請けを中心に活動している。

## 主な作品

### 劇場アニメ
- 劇場版 魔法先生ネギま! ANIME FINAL（共同制作：シャフト、2011年）

### OVA
| 発売年 | タイトル                                            | 監督                                      | 原作 | 共同制作 | 備考    |
| ------ | --------------------------------------------------- | ----------------------------------------- | ---- | -------- | ------- |
| 2008年 | 魔法先生ネギま! 〜白き翼 ALA ALBA〜                 | 新房昭之（総） 富田浩章 宮本幸裕 板村智幸 | 漫画 | シャフト | -2009年 |
| 2009年 | 魔法先生ネギま! 〜もうひとつの世界〜                | 新房昭之（総） 静野孔文 ところともかず    | 漫画 | シャフト | -2010年 |
| 2010年 | 魔法先生ネギま! もうひとつの世界Extra 魔法少女ユエ♥ | 新房昭之（総） 伊藤達文                   | 漫画 | シャフト |         |

### 制作協力
テレビアニメ
- 月詠 -MOON PHASE-（制作元請：シャフト、各話制作協力、2004年-2005年）
- MAJOR メジャーシリーズ
  - MAJOR メジャー（制作元請：スタジオ雲雀、各話制作協力、2004年-2005年）
  - MAJOR メジャー 第2シリーズ（制作元請：スタジオ雲雀、各話制作協力、2005年-2006年）

- IZUMO -猛き剣の閃記-（制作元請：トライネットエンタテインメント・スタジオ九魔、各話制作協力、2005年）
- おねがいマイメロディシリーズ
  - おねがいマイメロディ（制作元請：スタジオコメット、各話制作協力、2005年-2006年）
  - おねがいマイメロディ 〜くるくるシャッフル!〜（制作元請：スタジオコメット、各話制作協力、2006年-2007年）

- これが私の御主人様（制作元請：ガイナックス・シャフト、各話制作協力、2005年）
- ぱにぽにだっしゅ!（制作元請：シャフト・ガンジス、各話制作協力、2005年）
- ギャラリーフェイク（制作元請：東京キッズ、各話制作協力、2005年）
- 機動新撰組 萌えよ剣 TV（制作元請：トライネットエンタテインメント・ピクチャーマジック、各話制作協力、2005年）
- REC（制作元請：シャフト、各話制作協力、2006年）
- LEMON ANGEL PROJECT（制作元請：ラディクスエースエンタテインメント、各話協力スタジオ、2006年）
- スクールランブル 二学期（制作元請：スタジオコメット、各話制作協力、2006年）
- 内閣権力犯罪強制取締官 財前丈太郎（制作元請：トランス・アーツ、各話制作協力、2006年）
- ネギま!?（制作元請：シャフト・ガンジス、各話制作協力、2006年-2007年）
- 009-1（制作元請：石森エンタテインメント、各話制作協力、ラインプロデュース、2006年）
- RED GARDEN（制作元請：ゴンゾ、各話制作協力、2006年）
- ひだまりスケッチシリーズ
  - ひだまりスケッチ（制作元請：シャフト、各話制作協力、2007年）
  - ひだまりスケッチ×365（制作元請：シャフト、各話制作協力、2008年）
  - ひだまりスケッチ×☆☆☆（制作元請：シャフト、各話制作協力、2010年）

- ハヤテのごとく!（制作元請：SynergySP、各話制作協力、2007年）
- 魔法少女リリカルなのはStrikerS （制作元請：セブン・アークス、各話制作協力、2007年）
- 風のスティグマ（制作元請：ゴンゾ、各話制作協力、2007年）
- ぼくらの（制作元請：ゴンゾ、各話制作協力、2007年）
- さよなら絶望先生シリーズ
  - さよなら絶望先生（制作元請：シャフト、各話制作協力、2007年）
  - 俗・さよなら絶望先生（制作元請：シャフト、各話制作協力、2008年）
  - 懺・さよなら絶望先生（制作元請：シャフト、各話制作協力、2009年）

- ドラゴノーツ -ザ・レゾナンス-（制作元請：ゴンゾ、各話制作協力、2007年）
- ef - a fairy tale of the two.シリーズ
  - ef - a tale of memories.（制作元請：シャフト、各話制作協力、2007年）
  - ef - a tale of melodies.（制作元請：シャフト、各話制作協力、2008年）

- PRISM ARK（制作元請：フロントライン、各話制作協力、2007年）
- かのこん（制作元請：XEBEC、各話制作協力、2008年）
- ストライクウィッチーズ（制作元請：ゴンゾ、各話制作協力、2008年）
- 今日の5の2（制作元請：XEBEC、各話制作協力、2008年）
- かんなぎ（制作元請：A-1 Pictures、各話制作協力、2008年）
- まりあ†ほりっくシリーズ
  - まりあ†ほりっく（制作元請：シャフト、各話制作協力、2009年）
  - まりあ†ほりっく あらいぶ（制作元請：シャフト、アニメーション協力、2011年）

- 源氏物語千年紀 Genji（制作元請：トムス・エンタテインメント・手塚プロダクション、各話制作協力、2009年）
- 夏のあらし!シリーズ
  - 夏のあらし!（制作元請：シャフト、協力プロダクション、2009年）
  - 夏のあらし! 〜春夏冬中〜（制作元請：シャフト、制作協力、2009年）

- ダンス イン ザ ヴァンパイアバンド（制作元請：シャフト、各話制作協力、2010年）
- 荒川アンダー ザ ブリッジ（制作元請：シャフト、各話協力プロダクション、2010年）
- HEROMAN（制作元請：ボンズ、各話制作協力、2010年）
- それでも町は廻っている（制作元請：シャフト、各話制作協力、2010年）
- ギルティクラウン（制作元請：Production I.G、各話制作協力、2011年）
- Persona4 the ANIMATIONシリーズ
  - Persona4 the ANIMATION（制作元請：AIC ASTA、各話制作協力、2012年）
  - Persona4 the Golden ANIMATION（制作元請：A-1 Pictures、各話制作協力、2014年）

- 戦姫絶唱シンフォギア（制作元請：エンカレッジフィルムズ、各話制作協力、2012年）
- パパのいうことを聞きなさい!（制作元請：feel.、各話制作協力、2012年）
- 這いよれ! ニャル子さんシリーズ
  - 這いよれ! ニャル子さん（制作元請：XEBEC、各話制作協力、2012年）
  - 這いよれ! ニャル子さんW（制作元請：XEBEC、各話制作協力、2013年）

- 人類は衰退しました（制作元請：AIC ASTA、各話制作協力、2012年）
- 輪廻のラグランジェ season2（制作元請：XEBEC、各話制作協力、2012年）
- 武装神姫（制作元請：エイトビット、各話制作協力、2012年）
- To LOVEる -とらぶる- ダークネス（制作元請：XEBEC、各話制作協力、2012年）
- 新世界より（制作元請：A-1 Pictures、各話制作協力、2013年）
- 僕は友達が少ないNEXT（制作元請：AIC Build、各話制作協力、2013年）
- D.C.III 〜ダ・カーポIII〜（制作元請：風見学園公式動画部、各話制作協力、2013年）
- 惡の華（制作元請：ZEXCS、各話制作協力、2013年）
- 宇宙戦艦ヤマト2199（制作元請：XEBEC、各話制作協力、2013年）
- ゆゆ式（制作元請：キネマシトラス、各話制作協力、2013年）
- ワルキューレ ロマンツェ（制作元請：エイトビット、各話制作協力、2013年）
- アウトブレイク・カンパニー（制作元請：feel.、各話制作協力、2013年）
- 東京レイヴンズ（制作元請：エイトビット、各話制作協力、2013年）
- IS 〈インフィニット・ストラトス〉2（制作元請：エイトビット、各話制作協力、2013年）
- 桜Trick（制作元請：スタジオディーン、各話制作協力、2014年）
- フューチャーカード バディファイト（制作元請：OLM、XEBEC、各話制作協力、2014年）
- Z/X IGNITION（制作元請：テレコム・アニメーションフィルム、各話制作協力、2014年）
- ブラック・ブレット（制作元請：キネマシトラス×オレンジ、各話制作協力、2014年）
- 少年ハリウッドシリーズ
  - 少年ハリウッド -HOLLY STAGE FOR 49-（制作元請：ZEXCS、各話制作協力、2014年）
  - 少年ハリウッド -HOLLY STAGE FOR 50-（制作元請：ZEXCS、各話制作協力、2015年）

- まじっく快斗1412（制作元請：A-1 Pictures、各話制作協力、2014年）
- 失われた未来を求めて（制作元請：feel.、各話制作協力、2014年）
- グリザイアの果実シリーズ
  - グリザイアの果実（制作元請：エイトビット、各話制作協力、2014年）
  - グリザイアの楽園（制作元請：エイトビット、各話制作協力、2015年）

- アブソリュート・デュオ（制作元請：エイトビット、各話制作協力、2015年）
- 六花の勇者（制作元請：パッショーネ、各話制作協力、2015年）
- デュラララ!!×2シリーズ
  - デュラララ!!×2 転（制作元請：朱夏、各話制作協力、2015年）
  - デュラララ!!×2 結（制作元請：朱夏、各話制作協力、2016年）

- コメット・ルシファー（制作元請：エイトビット、各話制作協力、2015年）
- ヘヴィーオブジェクト（制作元請：J.C.STAFF、各話制作協力、2015年）
- だがしかし（制作元請：feel.、各話制作協力、2016年）
- 少年メイド（制作元請：エイトビット、各話制作協力、2016年）
- Rewrite（制作元請：エイトビット、各話制作協力、2016年）
- Lostorage incited WIXOSS（制作元請：J.C.STAFF、各話制作協力、2016年）
- ソード・オラトリア ダンジョンに出会いを求めるのは間違っているだろうか外伝（制作元請：J.C.STAFF、各話制作協力、2017年）
- ナイツ&マジック（制作元請：エイトビット、各話制作協力、2017年）
- クジラの子らは砂上に歌う（制作元請：J.C.STAFF、各話制作協力、2017年）
- ミイラの飼い方（制作元請：エイトビット、各話制作協力、2018年）
- プラネット・ウィズ（制作元請：J.C.STAFF、各話制作協力、2018年）
- とある魔術の禁書目録III（制作元請：J.C.STAFF、各話制作協力、2018年-2019年）
- 転生したらスライムだった件（制作元請：エイトビット、各話制作協力、2018年-2019年）
- ダンジョンに出会いを求めるのは間違っているだろうかシリーズ
  - ダンジョンに出会いを求めるのは間違っているだろうかII（制作元請：J.C.STAFF、各話制作協力、2019年）
  - ダンジョンに出会いを求めるのは間違っているだろうかIII（制作元請：J.C.STAFF、各話制作協力、2020年）
  - ダンジョンに出会いを求めるのは間違っているだろうかIV（制作元請：J.C.STAFF、各話制作協力、2022年-2023年）
  - ダンジョンに出会いを求めるのは間違っているだろうかV（制作元請：J.C.STAFF、各話制作協力、2024年-2025年）

- とある科学の超電磁砲T（制作元請：J.C.STAFF、各話制作協力、2020年）
- GIBIATE（制作元請：ランチ・BOX、スタジオエル、各話制作協力、2020年）
- EDENS ZERO（制作元請：J.C.STAFF、各話制作協力、2021年）
- 処刑少女の生きる道（制作元請：J.C.STAFF、各話制作協力、2022年）

OVA
- デトロイト・メタル・シティ（制作元請：STUDIO 4℃、各話制作協力、2008年）
- かってに改蔵（制作元請：シャフト、各話制作協力、2011年）
- 輪廻のラグランジェ 鴨川デイズ（制作元請：XEBEC、制作協力、2012年）

Webアニメ
- BROTHERHOOD FINAL FANTASY XV（制作元請：A-1 Pictures、制作協力、2016年）

## 関連人物
- 実原登
- 山村洋貴
- 大森英敏
- 山内則康
- 小澤和則
- 古川英樹
- 森義博
- 大久保修
- 菅野雄二